# Ка Бакано (Ређо Емилија)
Ка Бакано је насеље у Италији у округу Ређо Емилија, региону Емилија-Ромања.
Према процени из 2011. у насељу је живело 38 становника. Насеље се налази на надморској висини од 506 м.